# Ногаре (Тренто)
Ногаре (итал. Nogaré) је насеље у Италији у округу Тренто, региону Трентино-Јужни Тирол.
Према процени из 2011. у насељу је живело 362 становника. Насеље се налази на надморској висини од 680 м.